# Мадруцо
Мадру̀цо (на италиански: Madruzzo) е община в Северна Италия, автономна провинция Тренто, автономен регион Трентино-Южен Тирол. Административен център на общината е село Лазино (Lasino), което е разположено на 463 m надморска височина. Населението на общината е 2905 души (към 2019 г.).
Общината е създадена в 1 януари 2016 г. Тя се състои от две предшествуващи общини Калавино и Лазино, които сега са най-важните центрове на общината.